# 博成桥
博成桥是中國浙江省湖州市南浔区南浔镇沈庄漾村的一座水泥桥。该桥建于1935年。
2015年，博成桥公布为湖州市文物保护单位。2017年，公布为浙江省文物保护单位。